# Giorgio Malinverni
Giorgio Malinverni (Domodossola, 3 oktober 1941)  is een Zwitsers rechtsgeleerde geboren in Italië.

## Carrière
Malinverni studeerde rechten aan de Universiteit van Fribourg (1965) en behaalde zijn doctoraat aan het Institut Universitaire de Hautes Études Internationales (HEI) in Genève (1973). Nadien werkte hij onder meer als assistent-professor (1974-1980) en professor (1980-1982) op de Faculteit der Rechtsgeleerdheid van de HEI en als directeur bij de Afdeling Constitutionele Wetgeving van de HEI (1983-1989, 1995-1998 en 2003-2007).
Op 27 juni 2006 werd Malinverni door de Parlementaire Vergadering van de Raad van Europa gekozen om Zwitserland te vertegenwoordigen bij het Europees Hof voor de Rechten van de Mens (EHRM). Hij begon zijn werk als rechter voor het EHRM in februari 2007 en bleef zijn werkzaamheden vervullen tot op 3 oktober 2011.
In december 2011 vervolgde hij zijn carrière als president van de Zwitserse organisatie TRIAL International. Zijn termijn als president eindigde hier in 2017.